# Don't Forget to Remember Me
«Don't Forget to Remember Me» (англ. Не забувай згадувати мене) — третій сингл дебютного студійного альбому американської кантрі-співачки Керрі Андервуд — «Some Hearts». В США пісня вийшла 13 березня 2006. Пісня написана Морганом Хейсом, Келлі Лавлейс та Ешлі Горлі; спродюсована Марком Брайтом. Музичне відео зрежисоване Романом Вайтом; відеокліп вийшов 12 березня 2006. Сингл отримав золоту сертифікацію від американської компанії RIAA.

## Зміст
Андервуд оповідає історію прощання, коли вона покидала домівку після випуску із вищої школи. Коли вона покидає будинок, аби жити далі своїм власним життям, її мати каже їй не забувати її. Андервуд має прийняти те, що тепер вона сама на одинці зі своїм життям.

## Музичне відео
Музичне відео зрежисоване Романом Вайтом. Прем'єра відеокліпу відбулась 12 березня 2006 на каналі CMT. У відео присутня мати Андервуд, Керол. Станом на травень 2018 музичне відео мало 19 мільйонів переглядів на відеохостингу YouTube.
Відео показує Андервуд, яка виходить із автобуса і починає підписувати автографи. Коли починається пісня, Андервуд знаходиться у своєму новому домі і починає пригадувати як вона збирала речі у свій Шеві і обіймала маму на прощання. Андервуд також виконує пісню для відеокліпу біля телефонної будки, з якої дзвонила своїй матері. Наприкінці відео Андервуд підіймається на сцену і виконує пісню перед великою аудиторією.

## Список пісень
| #  | Назва                         | Тривалість |
| -- | ----------------------------- | ---------- |
| 1. | «Don't Forget to Remember Me» | 4:00       |

## Нагороди і номінації

### 2007 ASCAP Country Music Awards
| Рік  | Номіновано                    | Нагорода                        | Результат |
| ---- | ----------------------------- | ------------------------------- | --------- |
| 2007 | "Don't Forget to Remember Me" | Most Performed Song of the Year | Перемога  |

## Чарти
Пісня дебютувала на 54 місце чарту Billboard Hot Country Songs. Пісня увійшла до чарту Billboard Hot 100 на 98 місце після того, як два тижні пробула на кантрі-чарті у топі-30. Сингл досягнув 2 місце чарту Hot Country Songs і пробув на цій позиції два послідовні тижні.
Тижневі чарти
| Чарт (2006)                      | Місце |
| -------------------------------- | ----- |
| Canada Country (Billboard)       | 4     |
| U.S. Billboard Hot 100           | 49    |
| U.S. Billboard Hot Country Songs | 2     |
| U.S. Billboard Pop 100           | 77    |

Річні чарти
| Чарт (2006)                      | Місце |
| -------------------------------- | ----- |
| U.S. Billboard Hot Country Songs | 13    |

## Продажі
| Країна     | Сертифікація (таблиця продажів та сертифікатів) | Продажі |
| ---------- | ----------------------------------------------- | ------- |
| США (RIAA) | Золото                                          | 403,000 |